# Trish Regan
Patricia Ann (Trish) Regan (Hampton, 13 dicembre 1972) è una conduttrice televisiva statunitense, ha diretto Trish Regan Primetime su Fox Business Network dal 2015 al 2020. In precedenza è stata conduttrice su  Bloomberg Television dal 2012 al 2015 e su CNBC dal 2007 al 2012. È stata anche collaboratrice di Fox Business e Fox News.

## Biografia
Nata a Hampton e diplomata nel 1991 in canto alla Phillips Exeter Academy di Exeter, è stata Miss New Hampshire e ha rappresentato il suo stato d'origine nel concorso Miss America 1994. Regan ha continuato a studiare canto a Graz, in Austria, e al New England Conservatory of Music di Boston prima di iscriversi alla Columbia University laureandosi in storia nel 2000.

## Carriera

### CBS (2001–2007)
Regan ha iniziato la sua carriera nel 2001 presso CBS MarketWatch, allora parzialmente di proprietà di CBS News, dove è stata corrispondente di affari per il CBS Evening News fino al 2007.  Ha anche contribuito a Face the Nation e 48 Hours. Il suo lavoro sulla connessione terroristica tra la regione del Tri-Border del Sud America e i gruppi terroristici islamici le è valso una nomination agli Emmy per Investigative Reporting nel 2007.
Mentre lavorava per CBS News, Regan era corrispondente per CBS MoneyWatch. Nel 2002, ha vinto il premio come miglior giovane giornalista televisiva dalla Northern California Society of Professional Journalists.

### CNBC (2007–2012)
Durante la sua permanenza alla CNBC, Regan ha ospitato uno spettacolo quotidiano sui mercati e ha creato una programmazione di documentari di lunga durata per la rete.
Regan è stata nominata per un Emmy Award come miglior documentarista e ha anche ottenuto una nomination a Gerald Loeb per il suo lavoro su Against the Tide: The Battle for New Orleans - un documentario investigativo sul sistema di argini di New Orleans, dopo l'uragano Katrina.

### Bloomberg Television (2012–2015)
Prima di entrare a far parte della Fox, Regan è stata conduttrice alla Bloomberg Television, dove ha ospitato lo spettacolo quotidiano del mercato globale, "Street Smart with Trish Regan".

### Fox Business e Fox News (2015-2020)
Regan è entrata a far parte di Fox News e Fox Business nel 2015, lavorando come presentatrice per The Intelligence Report con Trish Regan nei giorni feriali. Nel 2018 ha condotto un nuovo spettacolo in prima serata con tendenza politicamente conservatrice, intitolato Trish Regan Primetime.